# Heidi (audioracconto)
Heidi (prima parte - seconda parte) è l'audioracconto italiano dell'anime Heidi, uscito nel 1978 e diviso in due LP/MC, contenente anche la sigla italiana cantata da Elisabetta Viviani e le musiche della colonna sonora tedesca.

## Tracklist

### Prima parte
1. Heidi
2. Heidi prima parte

### Seconda parte
1. Heidi
2. Heidi seconda parte

## Dati di vendita
I due album, insieme, hanno venduto 100 000 copie.